# Helladia iranica
Helladia iranica är en skalbaggsart som beskrevs av Jean François Villiers 1960. Helladia iranica ingår i släktet Helladia och familjen långhorningar.
Artens utbredningsområde är Iran. Inga underarter finns listade i Catalogue of Life.